# 12 Monkeys (televisieserie)
12 Monkeys is een Amerikaanse sciencefictionserie van de zender Syfy en is gebaseerd op de gelijknamige film 12 Monkeys van Terry Gilliam. De serie ging van start op 16 januari 2015 en beëindigde het eerste seizoen op 10 april 2015. Het tweede seizoen liep van april tot en met juli 2016.

## Verhaal
Tijdreiziger James Cole reist van het jaar 2043 naar het heden om een organisatie genaamd 'The Army of the Twelve Monkeys' ervan te weerhouden een dodelijk virus te verspreiden. In de toekomst zal dit virus ervoor zorgen dat 93,6% van de mensheid uitsterft. Cole wordt geholpen door viroloog Cassandra Railly en, de aan psychische problemen lijdende, Jennifer Goines.

## Afleveringen
| Seizoen | Datum eerste aflevering | Datum laatste aflevering | Aantal afleveringen |
| ------- | ----------------------- | ------------------------ | ------------------- |
| 1       | 16 januari 2015         | 10 april 2015            | 13                  |
| 2       | 18 april 2016           | 18 juli 2016             | 13                  |
| 3       | 19 mei 2017             | 21 mei 2017              | 10                  |
| 4       | 15 juni 2018            | 6 juli 2018              | 11                  |

## Rolverdeling

### Hoofdrolspelers
- Aaron Stanford – als James Cole
- Amanda Schull – als Dr. Cassandra Railly
- Barbara Sukowa – als Katarina Jones
- Demore Barnes – als Whitley
- Kirk Acevedo – als José Ramse
- Noah Bean – als Noah Bean
- Emily Hampshire – als Jennifer Goines
- Andrew Gillies – als Dr. Adler
- Tom Noonan – als Pallid Man
- Murray Furrow – als Dr. Lasky
- Alisen Down – als Striking Woman
- Bill Timoney – als Senator Royce
- Todd Stashwick – als Deacon
- Romina D'Ugo – als Max
- Željko Ivanek – als Leland Goines